# جوزف کونومبو
جوزف کونومبو (انگلیسی: Joseph Conombo; زاده ۹ فوریهٔ ۱۹۱۷ – درگذشته ۲۰ دسامبر ۲۰۰۸) سیاست‌مدار اهل بورکینافاسو بود. وی از ۷ ژوئیه ۱۹۷۸ تا ۲۵ نوامبر ۱۹۸۰ نخست‌وزیر این کشور بود.
جوزف کونومبو در ۲۰ دسامبر ۲۰۰۸، در سن ۹۱ سالگی درگذشت.